# Agnita Feis
Agnita Henrica (Agnita) Feis (soms ook Feijs of Feys) (Rotterdam, 10 februari 1881 – Amsterdam, 9 november 1944) was een Nederlandse, experimenteel dichteres, schrijfster en beeldend kunstenares.

## Levensloop
Feis was het enige kind van Reinier Feis (1845-1886) en Antje Sijnes Hoijtema (1845-voor 1917). Haar vader was textielhandelaar en woonde eerst in Rotterdam en later in Den Haag. In 1886 verdronk haar vader in zee, 'na een smartelijk lijden van 7 weken'. Het is niet duidelijk of het hier om een ongeluk of om zelfmoord ging. Moeder en dochter vestigden zich vervolgens, na omzwervingen bij o.a. familie in Leeuwarden, in Apeldoorn. Hier begon zij in 1897 aan de Rijks-normaallessen de opleiding handwerken en was tot 1905 onderwijzeres aan de openbare school nr. 17 aan de Soerense Grindweg. Ook werkte zij bij het batikatelier van Agathe Wegerif-Gravestein.

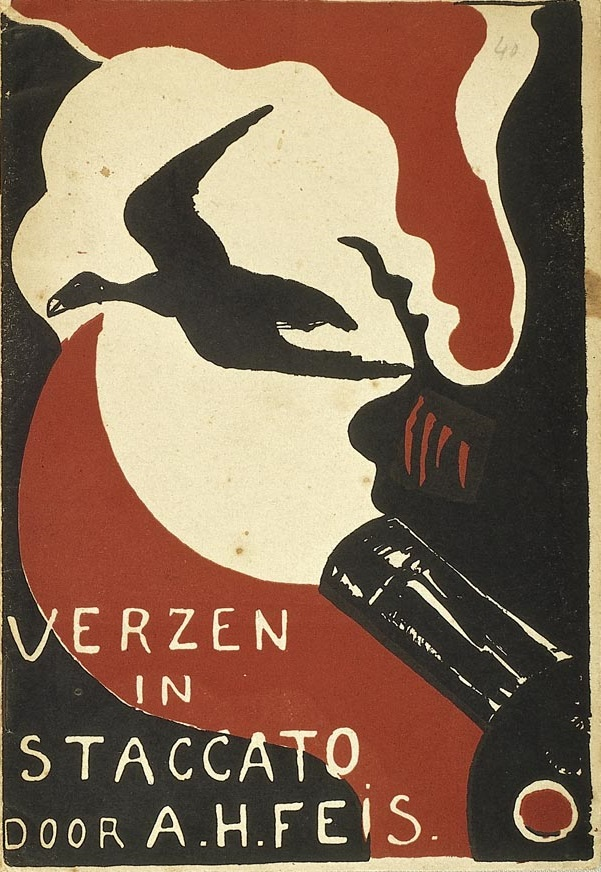
Vooromslag van de dichtbundel Oorlog. Verzen in Staccato (1915)

Feis was autodidact. Omstreeks 1903 leerde ze de eveneens autodidacte beeldend kunstenaar Theo van Doesburg kennen. Waarschijnlijk zette zij hem aan gedichten te schrijven, want in september 1904 schreef hij enkele gedichten in zijn dagboek opgedragen aan haar. Samen werkten ze aan een zo breed mogelijke culturele en intellectuele ontwikkeling. In 1908 schreef Feis het voorwoord van de tentoonstellingscatalogus Tentoonstelling van teekeningen en schetsen van Theo van Doesburg, die van 30 juli tot 10 augustus van dat jaar door de Haagsche Kunstkring georganiseerd werd. Op 4 mei 1910 trouwden ze en vestigden zich aan de Johannes Verhulststraat in Amsterdam. Het was een huwelijk van gelijkwaardigheid. Feis behield haar eigen naam – vanaf 1913 publiceerde ze als A.H. Feis regelmatig in het tijdschrift Eenheid – en haar man introduceerde haar als 'letterkundige' en niet als zijn vrouw.
In 1914, het jaar dat Van Doesburg gemobiliseerd werd, verkeerde hun huwelijk echter in een crisis. Bovendien werd Van Doesburg tijdens zijn mobilisatie in de buurt van Alphen verliefd op de Tilburgse Lena Milius. Begin 1915 publiceerde Van Doesburg een aan Milius opgedragen liefdesgedicht in het tijdschrift Eenheid. Na dit gedicht gelezen te hebben, schreef Feis aan haar vriend Anthony Kok: ‘Theo kan er zich op beroemen mijn leven en geest te hebben geknakt’. Feis reageerde op het artikel van Van Doesburg met het gedicht 'De kunstenaar', dat op 20 mei 1916 in Eenheid verscheen en waarin ze Van Doesburg – zonder zijn naam te noemen – afschilderde als een volstrekte opportunist.
Eind 1915 verscheen Feis’ dichtbundel Oorlog. Verzen in staccato in eigen beheer in een oplage van 200 exemplaren. Opmerkelijk is dat Theo van Doesburg, ondanks alle huwelijksperikelen, het omslag van deze dichtbundel ontwierp. De bundel kreeg een zeer goede recensie van literatuurcriticus Albert Verwey. 
Op 11 mei 1917 werd het huwelijk tussen Feis en Van Doesburg ontbonden. Verbitterd schreef ze later aan Kok: ‘Kunst maakt de menschen slecht, ze degenereert. Is van weinig belang op aarde’. Feis was naast dichteres ook vertaalster en beeldend kunstenaar. Als beeldend kunstenaar maakte ze theosofisch werk met titels als Le Cri en Le Chagrin. Van Doesburg maakte tussen 1904 en 1910 een aantal portretten van haar.
Pas in 1940 hertrouwde Feis met Carolus Hendrikus van den Pol (1886-1952).

## Literaire werken

### Gedichten
| - De slag. 1915 (publicatie). - Oorlog! 1915 (publicatie). - De verlaten loopgraaf. 1915 (publicatie). - De Soldaat. 1915 (publicatie). - De verminkte. 1915 (publicatie). - Het land is stom. 1915 (publicatie). - De bajonet. 1915 (publicatie). | - Meer, meer! 1915 (publicatie). - De pijl uit de aero. 1915 (publicatie). - De koning rijdt. 1915 (publicatie). - De eer. 1915 (publicatie). - Menschenmateriaal. 1915 (publicatie). - De gil. 1915 (publicatie). - De moeder. 1915 (publicatie). | - Wiens schuld? 1915 (publicatie). - De droom in de loopgraaf. 1915 (publicatie). - De trom! 1915 (publicatie). - De last. 1915 (publicatie). - De nieuwe mensch! 1915 (publicatie). - De nieuwe Mensch!. 1915 (publicatie). - Kermis. September 1915. |

### Korte verhalen
- Ode aan de dieren. 1914.
- De wijze en het ei. Ca. 1919.
- Hond en kat. 1920.

- Digitale Bibliotheek voor de Nederlandse Letteren: feis001
- Gemeinsame Normdatei: 1123983232
- International Standard Name Identifier: 0000 0003 8741 3838
- Nederlandse Thesaurus van Auteursnamen: 068733860
- Virtual International Authority File: 280316582
- WorldCat: E39PBJpv3Wc7xMVFryDtRtMkjC